# Röthen (Spreenhagen)
Röthen ist ein Wohnplatz der Gemeinde Spreenhagen im Landkreis Oder-Spree in Brandenburg.

## Geografische Lage
Der Ort liegt nördlich des Gemeindezentrums und dort unmittelbar südlich der Spree, die in diesem Bereich von Nordosten kommend in südwestlicher Richtung verläuft. Westlich liegt der Gemeindeteil Hartmannsdorf-Neu Hartmannsdorf, östlich der Gemeindeteil Kirchhofen. Nördlich der Spree liegt Spreeau, ein Ortsteil der Gemeinde Grünheide (Mark).

## Geschichte
Röthen erschien erstmals im Jahr 1895 als Wohnplatz der Gemeinde, in dem sechs Gebäude standen. Eine erneute Erwähnung existiert aus dem Jahr 1931, als Spreenhagen Landgemeinde u. a. mit dem Wohnplatz Röthen wurde, ebenso im Jahr 1950.